# Abația Vauclair
Abația Vauclair (denumită și Vauclerc; în franceză Abbaye de Vauclair) este o fostă mănăstire a călugărilor cistercieni, situată pe teritoriul comunei Bouconville-Vauclair din departamentul Aisne. Ea a fost fondată în anul 1134 de Bernard de Clairvaux la cererea lui Barthélemy de Jur⁠(d), episcop de Laon⁠(d), cu care era înrudit.
A fost construită la aproximativ 15 kilometri sud de orașul Laon, pe valea râului Ailette⁠(d), la poalele versantului nordic al Chemin des Dames (Aisne), pe un loc în care exista deja o biserică și care a fost cedat de episcop lui Bernard de Clairvaux, cu toate drepturile și dependințele. Abația a fost clasificată ca monument istoric⁠(d) la data de 9 ianuarie 1970.

## Istoric

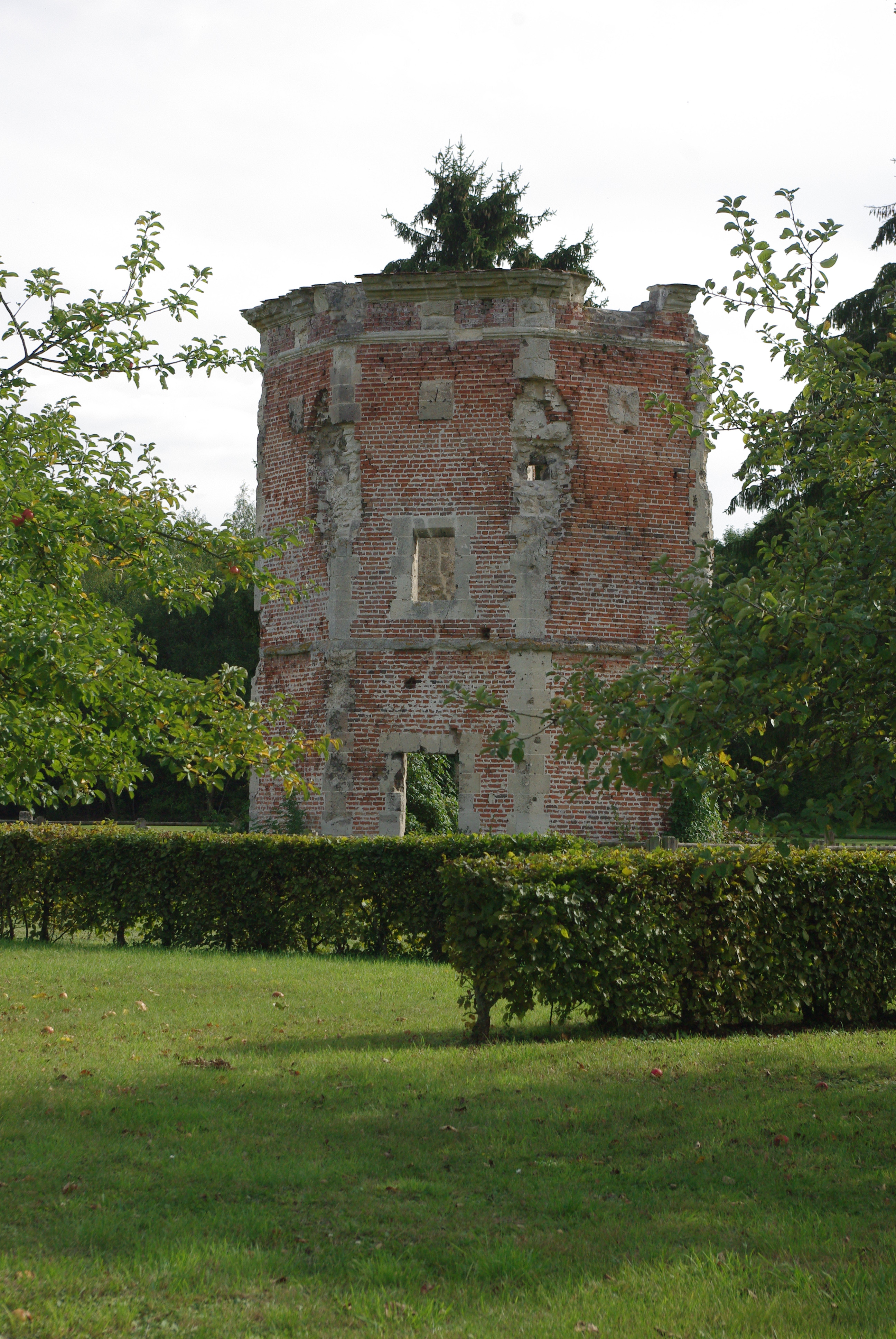
Ruinele porumbarului Vauclair.

### Abația în Evul Mediu
La 23 mai 1134 un grup de călugări din comunitatea monahală a Abației Clairvaux, condusă de englezul Henri Murdac⁠(d), a luat în stăpânire această nouă abație cisterciană, care era a cincisprezecea filială a Abației Clairvaux. Așezarea ei într-o vale orientată de la est la vest l-a determinat pe Bernard de Clairvaux să-i dea numele de Vauclair (Vallis clara), prin inversarea numelui abației mamă (Clara vallis). Susținută prin donațiile familiilor bogate, abația a prosperat rapid prin dobândirea a numeroase terenuri și ferme.
În anul 1142, la inițiativa lui Bernard de Clairvaux și a lui Hatton⁠(d), episcop de Troyes⁠(d), Abația Notre-Dame du Reclus⁠(d), aflată la nord de orășelul Sézanne, a fost plasată sub tutela Abației Vauclair. În 1167, la cererea lui Henric I cel Liberal, contele palatin de Champagne (1152–1181), Abația Vauclair a înființat Abația Notre-Dame de la Charmoye⁠(d), nu departe de orășelul Épernay.
În timpul Războiului de 100 de Ani (1337–1453), abația a suferit daune.

### Abația în epoca modernă
În cea de-a doua jumătate a secolului al XVI-lea, în timpul Războaielor Religioase⁠(d), abația a cunoscut vicisitudini istorice.

### Abația în perioada contemporană
Abația a fost declarată bun național⁠(d) în timpul Revoluției Franceze, a fost vândută în anul 1791 unor persoane fizice, care au demolat-o și transformat-o într-o fermă agricolă.
Vestigiile rămase ale abației au suferit daune grave în timpul Primului Război Mondial. Amplasarea geografică a fostei abații în imediata vecinătate a Chemin des Dames a dus la distrugerea aproape totală a clădirilor în anul 1917 prin focul direct al artileriei. Din clădirile abației au mai rămas astăzi doar ruine.

## Arhitectură și descriere

### Vestigiile mănăstirii
În urma săpăturilor întreprinse în anul 1966 de o asociație⁠(d) locală sub conducerea unui tânăr călugăr iezuit belgian, părintele René Courtois – un iubitor al abației care a locuit acolo din 1966 până la moartea sa în 2005 – acest sit a fost înscris în lista monumentelor istorice⁠(d) în anul 1970. Ansamblul vestigiilor actuale rămân totuși maiestuoase și oferă o imagine vagă a dimensiunilor clădirilor distruse.

### Arboretum și grădină de plante medicinale
Un arboretum compus în principal din merii și perii de altădată și o grădină de plante medicinale, proiectată de părintele Courtois, au fost amenajate și inaugurate în anul 1976.
Acestea sunt administrate începând de atunci de Association des amis de Vauclair.
Aici sunt organizate, de asemenea, unele evenimente culturale.

## Dependență
Abația Vauclair s-a aflat sub tutela Abației Clairvaux și a administrat la rândul ei abațiile Le Reclus⁠(d) și La Charmoye⁠(d).

## Galerie foto

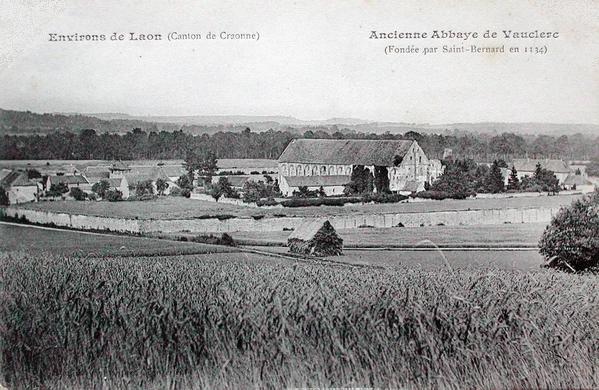
Abația de la marginea pădurii.
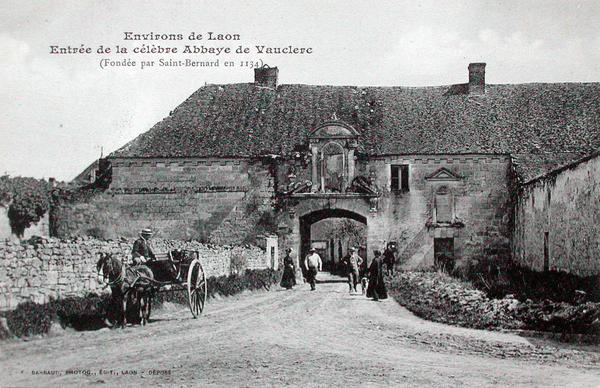
Poarta de acces de dinainte de război.
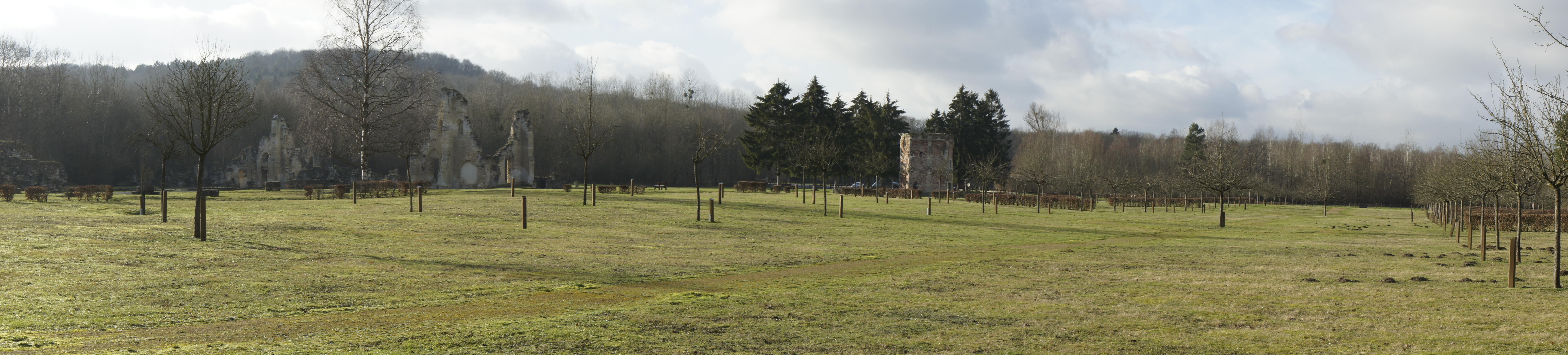
Parcul dendrologic.
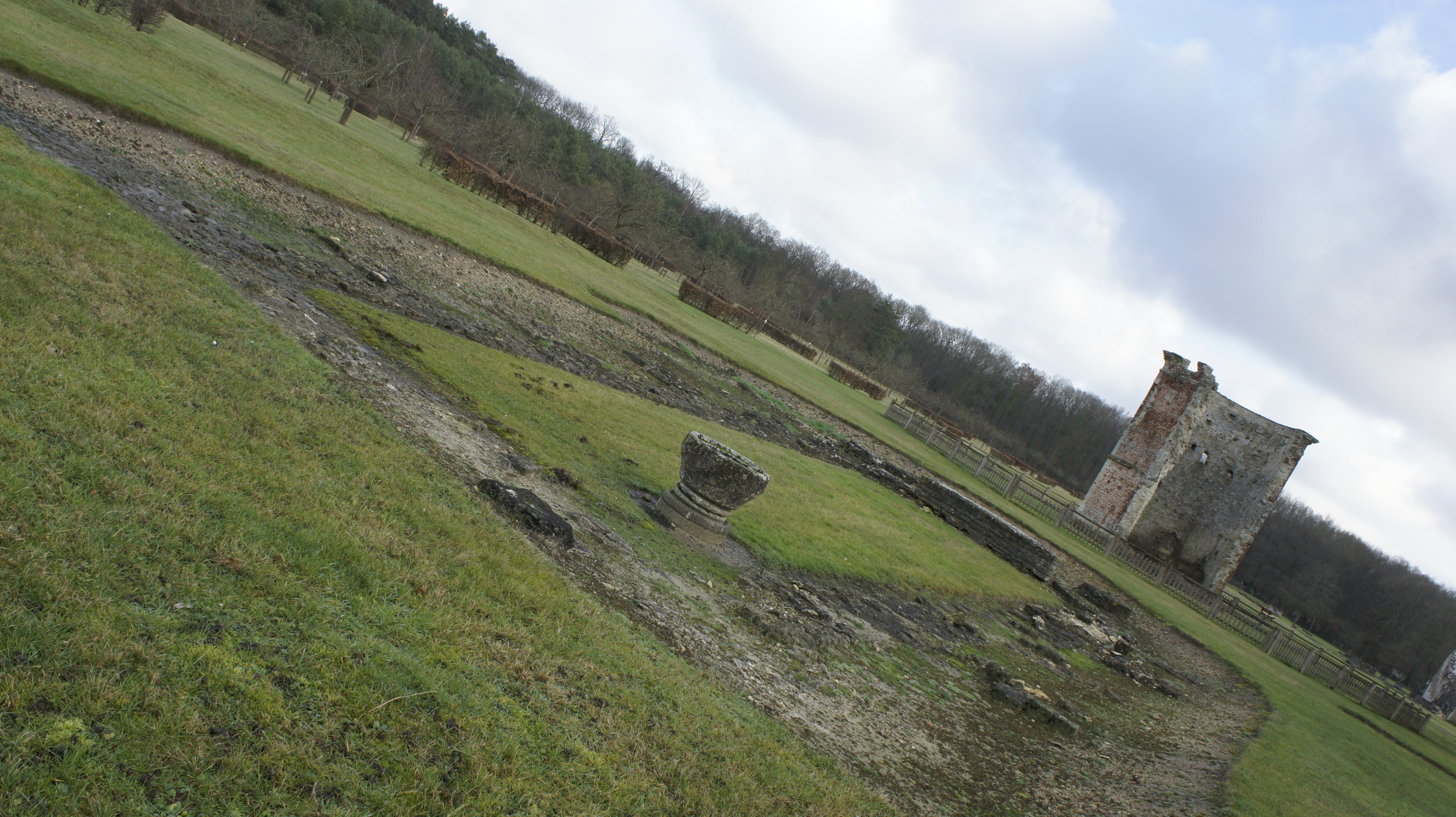
Biserica parohială.
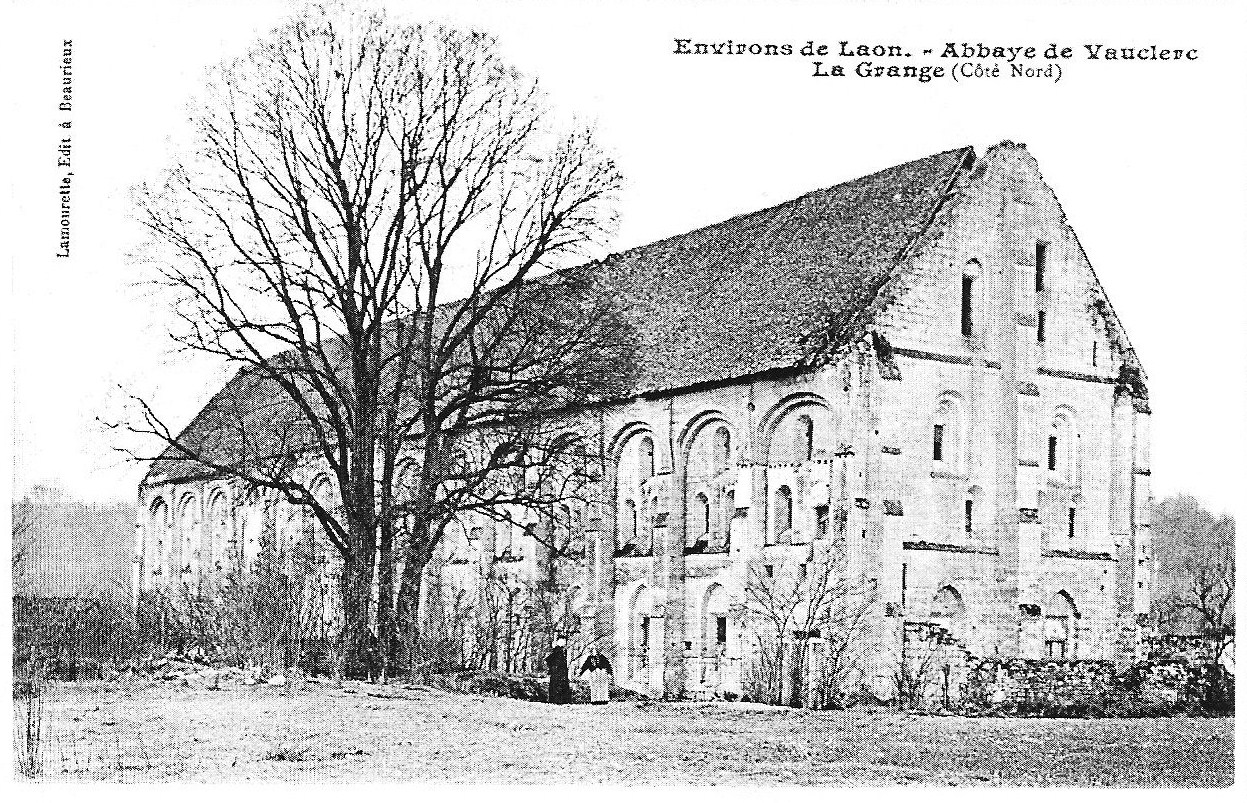
Clădire distrusă în anul 1917.